# Gemeentehuis van Noordwijkerhout
Het Gemeentehuis van Noordwijkerhout is een voormalig bestuursgebouw aan de Herenweg 4 in de Nederlandse plaats Noordwijkerhout. Sinds 3 november 1968 staat het gebouw op de rijksmonumentenlijst. De gemeente Noordwijkerhout is per 1 januari 2019 opgeheven in verband met gemeentelijke herindeling en samengevoegd met de gemeente Noordwijk.

## Historie
Het gebouw dateert uit 1930 en werd ontworpen door Alexander Kropholler in samenwerking met A. Siebers. De karakteristieke Delftse School bouwstijl van Kropholler wordt gekenmerkt door ambachtelijk materiaalgebruik en een traditionele vormentaal.  In 1929-30 is het werk uitgevoerd door aannemer W. Thunissen uit Haarlem.
Het beeldhouwwerk bij de entree werd ontworpen door kunstenaar L. Zijl; twee liggende leeuwen, een bloemenverkoopster en een bollenrooier die de bollencultuur symboliseren. In de gang van het gemeentehuis is dit thema terug te zien in de muurschildering van de kunstenaar Dirk Nijland. 
De koperen verlichtingsarmaturen zijn ontworpen en gefabriceerd door J.L. Janssen uit Rotterdam. De winkelhaakvormige vleugel aan de achterzijde dateert uit 1956 en is in dezelfde stijl gebouwd, eveneens naar ontwerp van de architect Alexander Kropholler in samenwerking met R.J. Veendorp. 
Het interieur van zowel het gedeelte uit 1930 als uit 1956 verkeert nog in oorspronkelijke staat. Zelfs het originele meubilair dat Kropholler had ontworpen was nog intact. Het gedeelte uit 1930 bevat onder meer de raadszaal en de burgemeesterskamer, het interieur uit 1956 bevat onder andere de trouwzaal.
Het gebouw is gevestigd in het centrum van Noordwijkerhout. Het terrein rondom het pand is opnieuw ingericht en bestraat. De erfscheiding van het terrein wordt gevormd door een gemetseld muurtje met ezelsrug.